# North American X-15

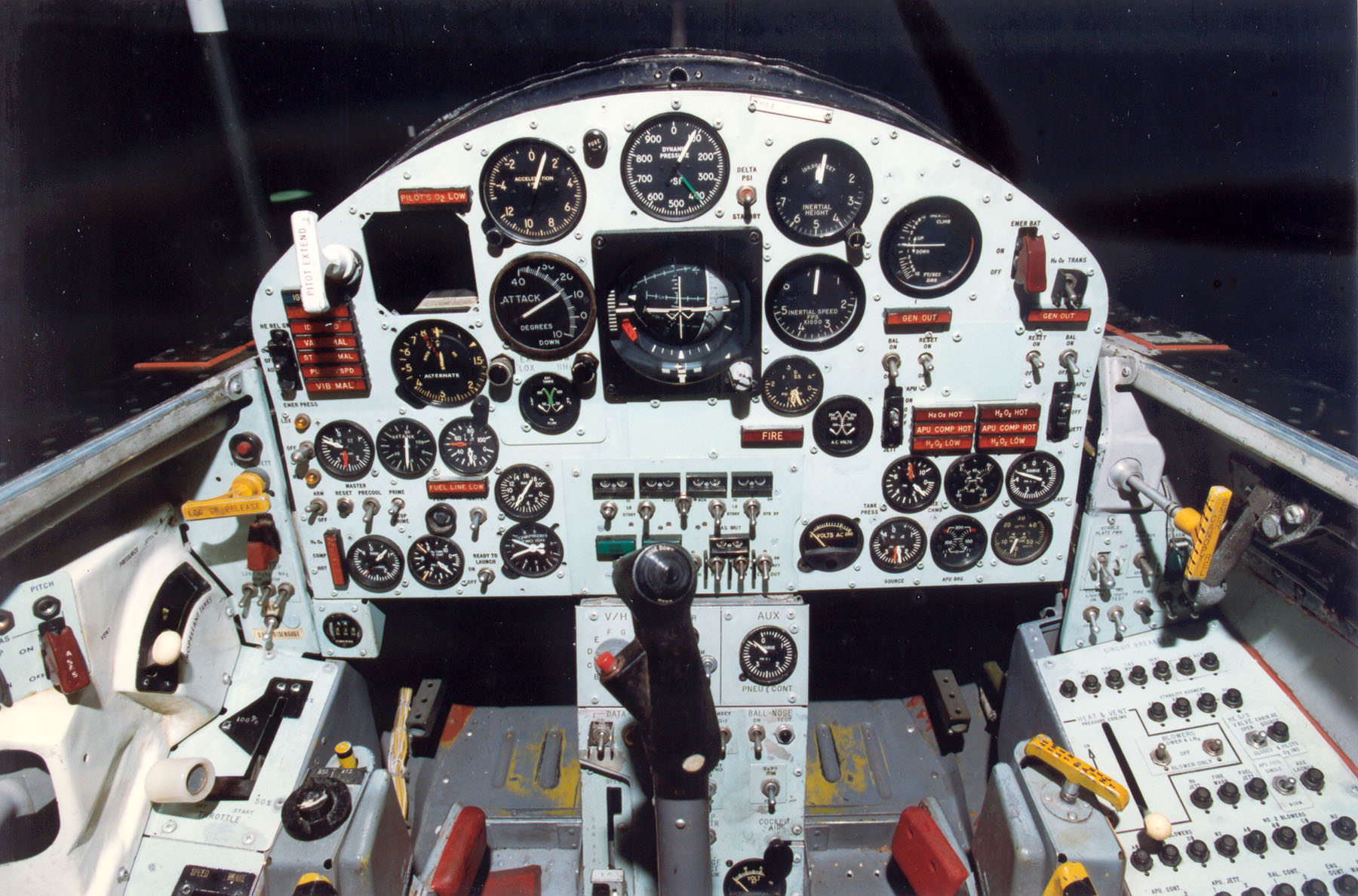
Cockpit X-15A-2

North American X-15, eller endast X-15, är ett raketflygplan och ett av de mest framträdande experimentflygplanen inom det amerikanska flygvapnet och amerikanska flottan. X-15 slog ett stort antal hastighets- och höjdrekord under 1960-talet. Den 10 mars 1967 sattes hastighetsrekordet för konventionella flygplan med machtalet 6,7 (6,7 gånger ljudhastigheten). Det gick så högt att det nådde gränsen till rymden (100 kilometers höjd) och gav mängder av värdefulla data som senare användes i utvecklingen av nya flygplan och rymdfarkoster.
Under X-15-projektet uppnådde planet under 13 flygningar en höjd på 80 km eller mer vilket är USA:s kriterier för rymdflygning. Piloterna fick därför astronautstatus av det amerikanska flygvapnet. Av dessa flygningar kvalificerade sig två för den internationella definitionen för rymdflygning genom att nå en höjd på över 100 km.

## Historia
Upphandlingen påbörjades 30 december 1954 för flygplansskrovet och 4 februari 1955 för raketmotorn. Flygplanstillverkaren North American Aviation fick kontraktet för flygplansskrovet i november 1955 och företaget Reaction Motors fick 1956 kontraktet att bygga raketmotorerna.
I likhet med många av X-flygplanen konstruerades X-15 för att hänga under vingen på ett tyngre bombflygplan. Flygplanskroppen var lång och cylindrisk, men strömlinjeformen mot bakpartiet gav den ett tillplattat utseende, och den hade tjocka kilformade rygg- och bukfenor. Det infällbara landningsstället bestod av ett noshjul och två skidor - för att ge tillräckligt med utrymme för bukfenan vid landning. De två raketmotorerna av typen XLR-11 på den ursprungliga modellen X-15A gav 36 kN; den "riktiga" raketmotorn som senare sattes in var en enda XLR-99 som gav hela 254 kN vid jordytan och 311 kN på högsta höjd.
Den första flygningen var ett test utan motorkraft och genomfördes av Albert Scott Crossfield den 8 juni 1959, som sedan följdes av den första motoriserade flygningen den 17 september samma år. Den första flygningen med raketmotorn XLR-99 gjordes den 15 november 1960.
Tre stycken X-15 byggdes och de gjorde tillsammans totalt 199 testflygningar, varav den sista skedde 24 oktober 1968. Planen var gjorda för en 200:e testflygning över Smith Ranch. Flygningen var planerad till den 21 november 1968 med William J Knight som flygförare. Olika förseningar beroende på tekniska problem och dåligt väder gjorde att flygningen blev inställd sex gånger fram till december. Slutligen, efter ännu en inställd flygning 20 december 1968 (på grund av vädret), beslutade man att det inte skulle bli fler flygningar. Markpersonalen tog flygplanet från bombflygplanet NB-52A och förberedde det för en icke tidsbestämd lagring. X-15 nummer 1 sändes till National Air and Space Museum i Washington, D.C.. X-15 nummer 2 finns att beskådas på det amerikanska flygvapnets museum vid Wright-Patterson-flygplatsen nära Dayton, delstaten Ohio. X-15 nummer 3 blev totalförstört i ett haveri 15 november 1967.
Totalt flög tolv testpiloter flygplanet, bland annat Neil Armstrong som senare blev den första människan på månen.

## Bilder

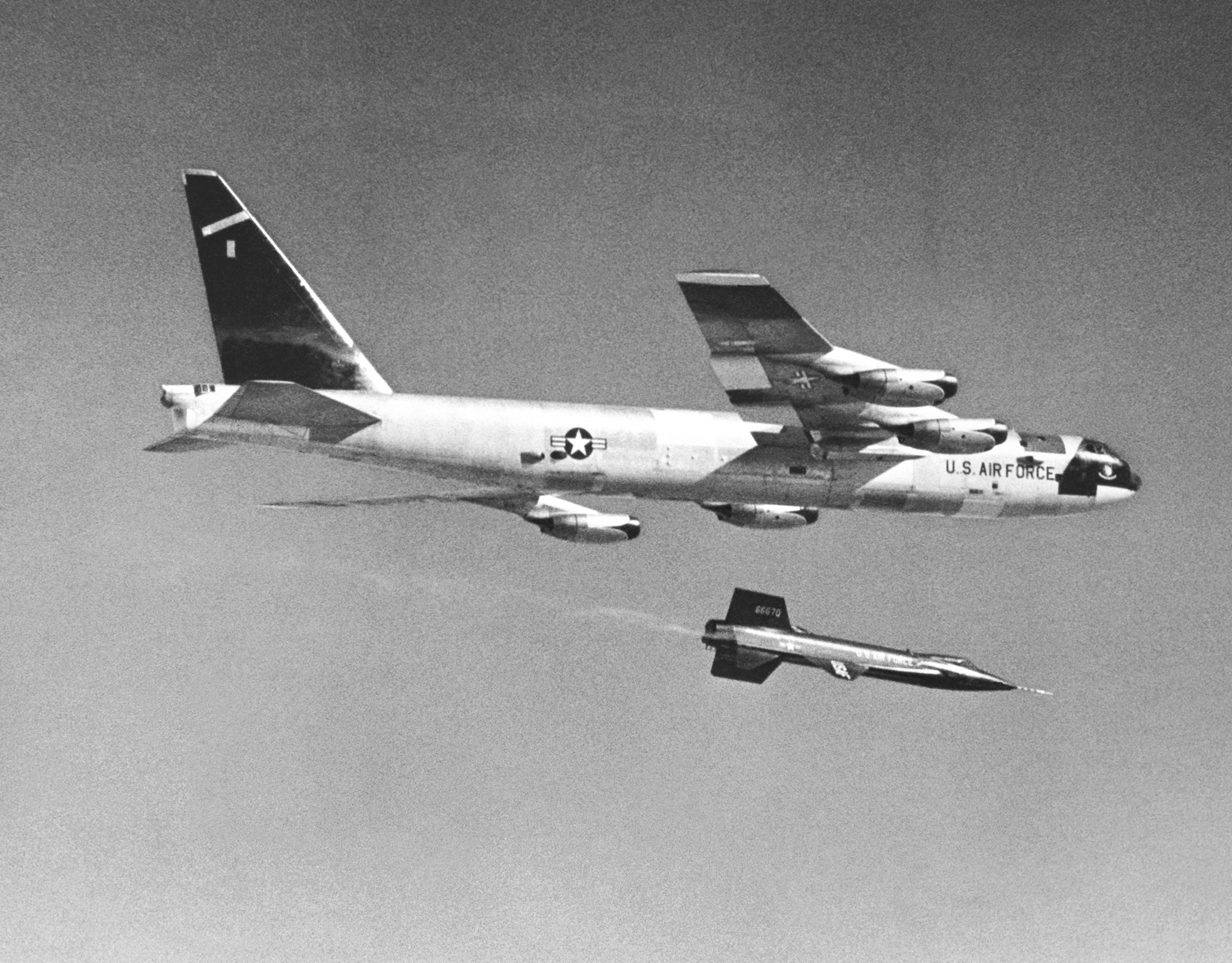
En X-15 släpps från en B-52.
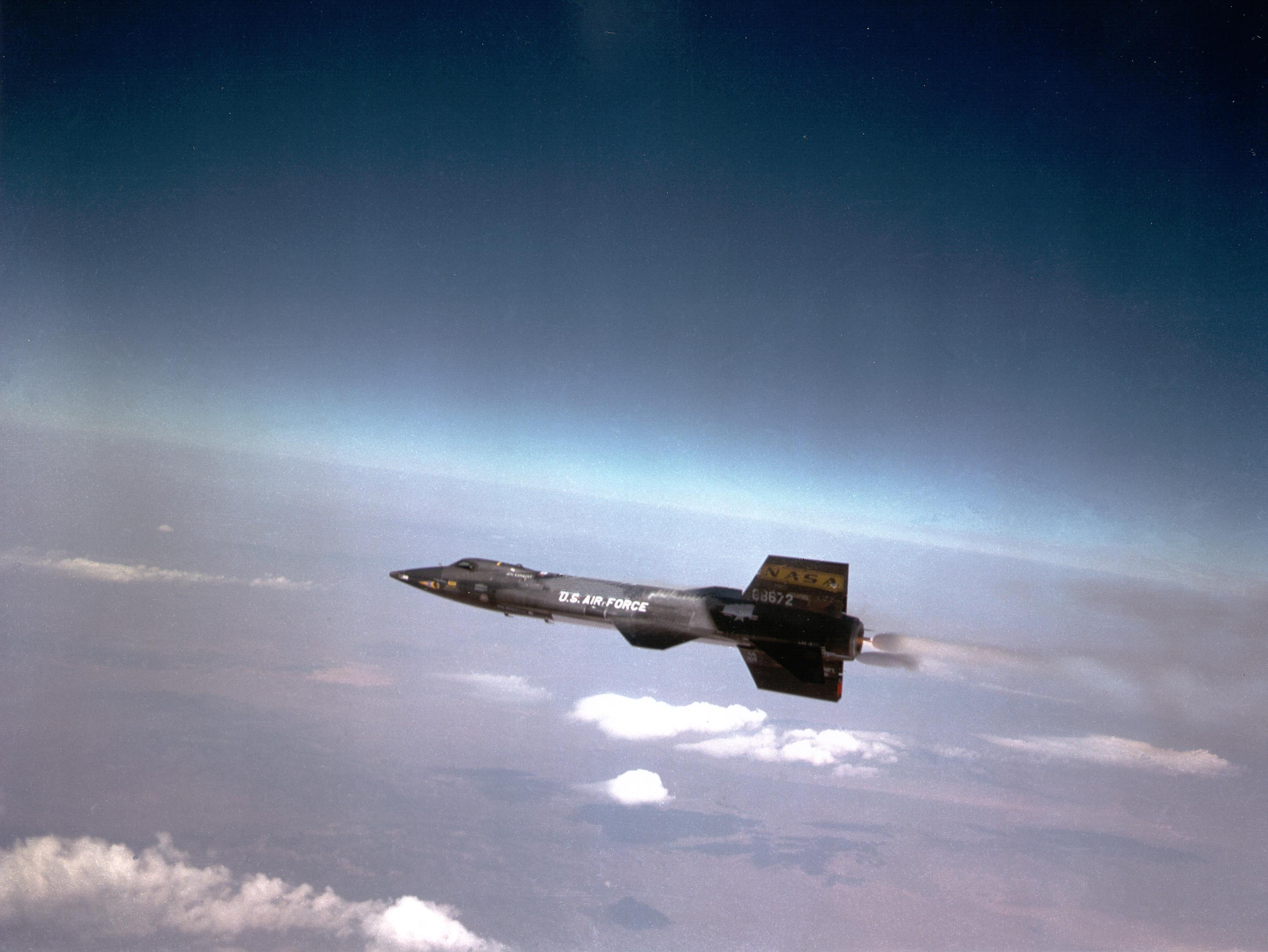
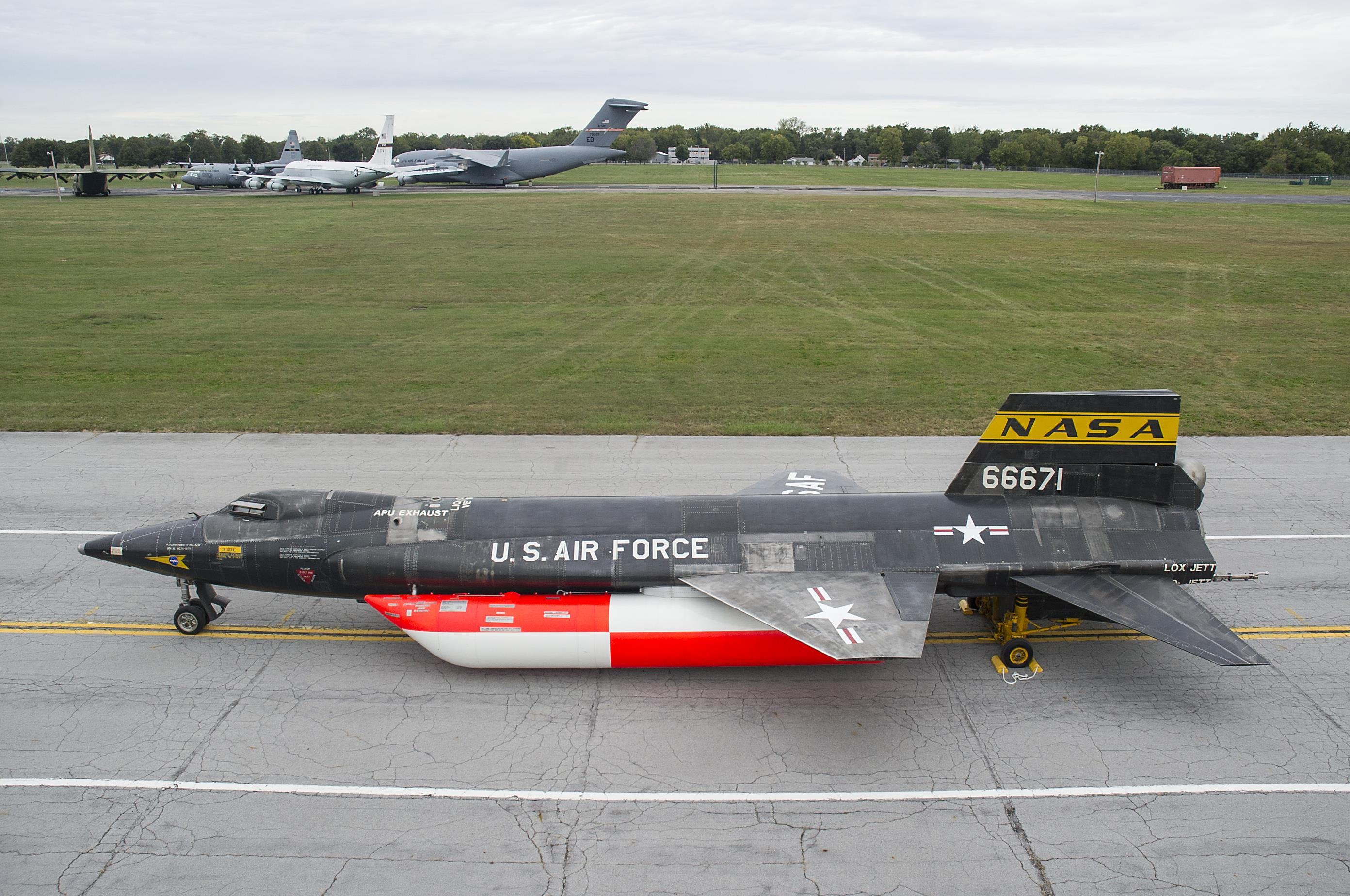